# Харгита (планина)
Харгита (рум. Munții Harghita; мађ. Hargita) је вулкански планински ланац планина Калиман-Харгита у округу Харгита у данашњој Румунији, у делу Унутрашњих источних Карпата.
Опсег је дугачак око 80 километара (50 миља) и широк 20 км (12 миља) и представља „највећу масу андезита” и „највеће вулканско тело у целој Европи”. Његов највиши врх је Харгита Мадараш (Мадараши Харгита), са 1.801 m.

## Порекло имена
Јоханес Тростер и Георг Креквиц веровали су да је планина добила име по дворцима. Међутим, према Јожефу Бенкоу, два саксонска историчара су помешала планину са Немере планинама током процеса именовања, а име Харгита потиче од дакословенског назива Хори гета, односно планина Геатс.Балаж Орбан је ову етимологију сматрао неоправданом, по њему „порекло имена свакако потиће од древних Секеља који тамо живе, који чувају традицију и овај верни архив народа који нису могли да заштите. У хроникама Чики се помиње као Хетхаваш (Седам снежника).“  Према легенди и народном предању, Харгита је име вође Хуна који је побегао овамо после Атилине смрти, због чега се помиње и као Св. Планина Секеља.

## Опис
Харгита је део вулканског ланца Источних Карпата (Келемен-Гергени-Харгита). На северу, са планинским врхом Либан-тете, повезан је са Гургиу-Хавашом, на југу, код Хатод-хагоа надовезује се са са планинама Бароти, а код Торја јазбине са планинама Бодоки.
Дужина планинског венца дуж линије гребена је 70 km, а ширина 20–25 km. Планински венац је подељен на три дела: Северна Харгита, Централна Харгита и Јужна Харгита.

### Северна Харгита
Северна Харгита се протеже од врха Либан преко седла Ферте, чија је највиша тачка врх Ферто (1.589 m).
Најважније планински врхови Северне Харгите од севера ка југу:: Грецеш (1.128 m), Чик (1.152 m), Ељвеш (1.373 m), Ошторош (1.386 m), Камени чувар (1.374 m), Ферте (1.589 m).

### Централна Харгита
Највиши врхови планинског ланца налазе се на Кезпонти-Харгити, која се налази између седла Ферта и превоја Толвајош (985 m). Планине које прелазе 1,7 километара су остаци огромног кратера стратовулкана. То је највећи вулкански планински венац у овој области. Планине полукружног обода кратера су: Михаљ-Хаваш (1685 m), Харгита–Мадараш (1801 m), Ракоши-Харгита (1758 m), Мадефалви-Харгита (1710 m) и Чичо-Харгита (1755 m). Мадараши-Харгита има највеће људсом руком изграђено склониште у планинском ланцу, које је изграђено 1941. године уз подршку тадашње мађарске владе. Харгитафирде се налази на јужној страни Чичо-Харгита, на надморској висини од 1.300–1.400 m, и представља највише људско насеље у округу Харгита. Мофете и испарења у Харгитафурдоу и извори гвожђа, магнезијума и јако газиране минералне воде уобичајени у периферном региону сведоче о снажном вулканском деловању .
Најважније планине Централне Харгите од севера ка југу: Нађ Мадараш (1.503 m), Харгита–Мадараш (1.801 m), Ракоши-Харгита (1.756 m), Михаљ-Хаваш(1685 m), Шиљати камен (1.571 m), Мадефалва-Харгита (1.709 m), Чичо-Харгита (1.755 m), Велика катастрофа (1.483 m), Планина вина (1.379 m).

### Јужна Харгита
Јужна Харгита (раније позната као планине Хермањи) налази се на граници округа Харгита и округа Ковасна, између Толвајоша и Хатода. Јужно од Толвајоша налази се највећа висораван Трансилваније, тресетиште Лукс, чија је површина 3 x 4 км и коју дренира поток Кормош. Једино планинско одмаралиште у Јужној Харгити је Бидошфирде у Чиксентимреу, који се налази на 1.250 м, са изворима минералне воде и мофетама. Најснажније извориште гаса у Харгити (који садржи 99% угљен-диоксида) се може наћи овде. Због лошег пута који овде води, мало је туриста, углавном мештани.
Јужно од Бидоешфирдеа налази се остатак вулкана који укључује највише планине Јужне Харгите, укључујући планину Какук (1558 м). У јужном подножју Фекетеа (1.368 м), у долини Фењеш-патак, налази се железара Бодвај. Код Нађ-Пилишке (1.374 м) Јужна Харгита се грана у два правца. Према Хатод-хагоу налазимо Нађ-Мурго, који је најјужнији члан вулканског ланца Источних Карпата. Планине Чомад које се протежу поред реке Олт могу се класификовати као Јужна Харгита, у чијем се нетакнутом двоструком кратеру налазе језеро Сент Ана и тресетиште Мос.
Најважније планине Јужне Харгите од севера ка југу: Талабор (1292 m), Велика камена буква (1.231 m), Кестенова стена (1.312 m), Кеменце (1.193 m), Анђеоски врх (1.458 m), Кукавичји врх (1.558 m), Аладаров врх (1.370 m), Врата (1.423 m), Митач (1.280 m), Нађ-Пилишке (1.373 m), Нађ-Мурго (1.016 m), Нађ-Чомад (1.301 m).

## Клима
Због пораста ваздушних маса, број сунчаних сати годишње је релативно мали (1.600 - 1.900 сати). Ведро време се чешће очекује у периоду од 20. јануара до 10. фебруара и од 25. јула до 10. новембра. Просечна годишња температура на највишим врховима износи 2 °C. Најхладнији месец је јануар (-10 °C), најтоплији јун (8 °C) изнад 1.500 метара. Мразни дани трају од краја септембра до почетка јуна, али се понекад могу јавити и лети. Количина падавина на врховима је 1.200 mm/год.